# Nekrolog 1223
Nekrolog
◄◄
| ◄
| 1219
| 1220
| 1221
| 1222
| 1223 | 1224 | 1225 | 1226 | 1227 | ► | ►►
Weitere Ereignisse | Allgemeiner Nekrolog 1223
Die Beschreibung der verstorbenen Person sollte so kurz wie möglich gehalten sein und nur deren signifikante Tätigkeit(en) enthalten.
Neue Namen ggf. auch unter dem Geburts- und Sterbedatum, also etwa unter 1. Januar und im Geburts- und Sterbejahr (2024) eintragen (nur bei entsprechender großer Wichtigkeit). Für Beispiele siehe die schon vorhandenen Artikel.
Außerdem über die fünf zuletzt Verstorbenen, zu denen es einen ausreichend guten Artikel für eine Präsentation auf der Hauptseite gibt, nach der todesbedingten Überarbeitung der Artikel ggf. auch unter Wikipedia Diskussion:Hauptseite informieren und sie am besten auch in den anderen Wikipedia-Sprachversionen eintragen. Tipp: Regelmäßig bei news.google.de nach „ist tot“, „gestorben“ oder „verstorben“ suchen.
Wenn eine Person gestorben ist, gibt es viele Seiten zu dieser Person in der Wikipedia, die davon auch betroffen sind und entsprechend aktualisiert werden müssen. Beispiele: Namenübersichtsseite, Geburtsjahr, Geburtsort-Seiten und viele mehr.
Wie finde ich die betroffenen Seiten?
Im Suchfeld auf der linken Seite gibt man den Suchbegriff so ein: „Vorname Nachname“. Dann klickt man auf Volltext und alle Seiten mit entsprechendem Suchtext werden aufgerufen. Hier sieht man dann schnell, wo auch das Todesjahr Sinn macht oder sogar ein Teil des Artikels angepasst werden muss. Auch hilft das „Werkzeug“ auf der linken Seite sehr gut, um solche Seiten aufzufinden: „Links auf diese Seite“. Somit ist die Wikipedia wieder aktuell in allen Bereichen! Hinweis: bei Eintragung der Kategorie „Gestorben JAHR“ wird der Missbrauchsfilter 49 ausgelöst, was jedoch nicht schlimm ist. Siehe: Spezial:Missbrauchsfilter/49
Dies ist eine Liste von im Jahr 1223 verstorbenen bekannten Persönlichkeiten. Die Einträge erfolgen innerhalb der einzelnen Daten alphabetisch sortiert. Tiere sind im Nekrolog für Tiere zu finden.

## Januar
| Tag        | Name              | Beruf, bekannt als              | Alter | Beleg |
| ---------- | ----------------- | ------------------------------- | ----- | ----- |
| 18. Januar | Giorgi IV. Lascha | georgischer König               |       |       |
| 23. Januar | Hervé IV.         | Herr von Donzy, Graf von Nevers |       |       |

## März
| Tag      | Name                            | Beruf, bekannt als                | Alter | Beleg |
| -------- | ------------------------------- | --------------------------------- | ----- | ----- |
| 3. März  | Wincenty Kadłubek               | Bischof von Krakau                |       |       |
| 9. März  | Heinrich II. von Veringen       | Bischof von Straßburg (1202–1223) |       |       |
| 25. März | Alfons II.                      | König von Portugal                | 37    |       |
| 27. März | Raimund Roger                   | Graf von Foix                     |       |       |
| 28. März | Bernhard III. von Oesede        | Bischof von Paderborn             |       |       |
| März     | Hartwig von Grögling-Dollnstein | Fürstbischof von Eichstätt        |       |       |

## Juli
| Tag      | Name                       | Beruf, bekannt als               | Alter | Beleg |
| -------- | -------------------------- | -------------------------------- | ----- | ----- |
| 7. Juli  | Muwaffaq ad-Dīn ibn Qudāma | islamischer Gelehrter            |       |       |
| 14. Juli | Philipp II.                | König von Frankreich (1180–1223) | 57    |       |
| 22. Juli | Otto                       | Abt im Kloster St. Blasien       |       |       |

## August
| Tag        | Name                | Beruf, bekannt als   | Alter | Beleg |
| ---------- | ------------------- | -------------------- | ----- | ----- |
| 19. August | William of Cornhill | Bischof von Coventry |       |       |

## September
| Tag          | Name            | Beruf, bekannt als              | Alter | Beleg |
| ------------ | --------------- | ------------------------------- | ----- | ----- |
| 9. September | Simon of Apulia | Geistlicher, Bischof von Exeter |       |       |

## Dezember
| Tag          | Name                  | Beruf, bekannt als                   | Alter | Beleg |
| ------------ | --------------------- | ------------------------------------ | ----- | ----- |
| 5. Dezember  | Otto I. von Lobdeburg | Bischof von Würzburg                 |       |       |
| 13. Dezember | Euthymios II.         | griechischer Patriarch von Jerusalem |       |       |

## Datum unbekannt
| Tag | Name                                | Beruf, bekannt als                                           | Alter | Beleg |
| --- | ----------------------------------- | ------------------------------------------------------------ | ----- | ----- |
|     | Gille Brigte, 3. Earl of Strathearn | schottischer Adeliger, 3. Earl of Strathearn                 |       |       |
|     | Giraldus Cambrensis                 | mittelalterlicher Geistlicher und Chronist                   |       |       |
|     | Gottfried I.                        | Adliger                                                      |       |       |
|     | Heinrich der Ältere                 | Herzog von Mödling                                           |       |       |
|     | Mechthild I. von Wohldenberg        | Äbtissin des Stifts Gandersheim (1196–1223)                  |       |       |
|     | Sancho                              | Graf von Provence, Graf von Roussillon und Graf von Cerdanya |       |       |